# تاريخ البريد والطوابع البريدية في لبنان

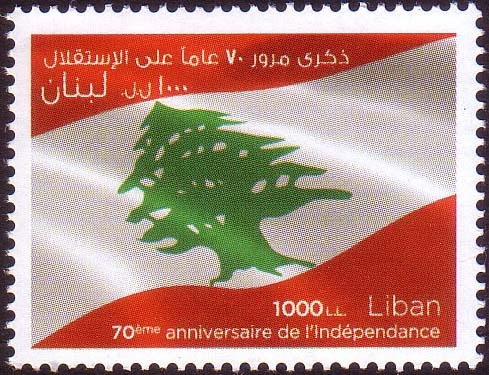
ختم لبنان سنة 2013.

هذا هو مسح عن تاريخ البريد والطوابع البريدية في لبنان.

## خلفية تاريخية
عَقِب انتهاء الحرب العالمية الأولى وانسحاب الجيوش العثمانية من البلاد العربية؛ وقع لبنان تحت الانتداب الفرنسي تبعا لمقررات مؤتمر سان ريمو الموقَّع في أبريل عام 1920. خلال هذه الفترة توقفت مكاتب البريد في جميع الدول العربية عن استخدام الطوابع العثمانية؛ وبدأت مصالح البريد في إصدار طوابع بريدية جديدة لتتناسب مع الأحداث السائدة في كل بلد. في لبنان اسخدمت مكاتب البريد في البداية طوابع «خالص الأجرة»، ثم بدأت في استخدام طوابع فرنسية مُوشّحة
بأحرف ثلاثة (T.E.O)؛ وتعني باللغة العربية: (أراض عدوة محتلة)؛ (بالفرنسية: Territoires Ennemis Occupes)‏. وفي 1920 استعملت طوابع فرنسية أخرى عليها توشيح بالأحرف الثلاثة (O.M.F) وتعني باللغة العربية (احتلال عسكري فرنسي)؛ (بالفرنسية: Occupation militaire française )‏ وقد استمر استخدامه حتى 1923 - 1924 عندما قامت فرنسا باعتماد طوابع لبلادها عليها توشيح «لبنان الكبير» (بالفرنسية: Grand Liban)‏. وفي عام 1925 قامت مصلحة البريد اللبنانية بإصدار أول مجموعة طوابع موُشّحة بعبارة (Republique Libanaise)، والتي قامت لاحقا بإدراج ترجمة لها باللغة العربية «الجمهورية اللبنانية» في عام 1927. ثم بدأت بعد ذلك الإصدارات العادية والتذكارية في الظهور. 

## الترتيبات المبكرة للبريد في لبنان

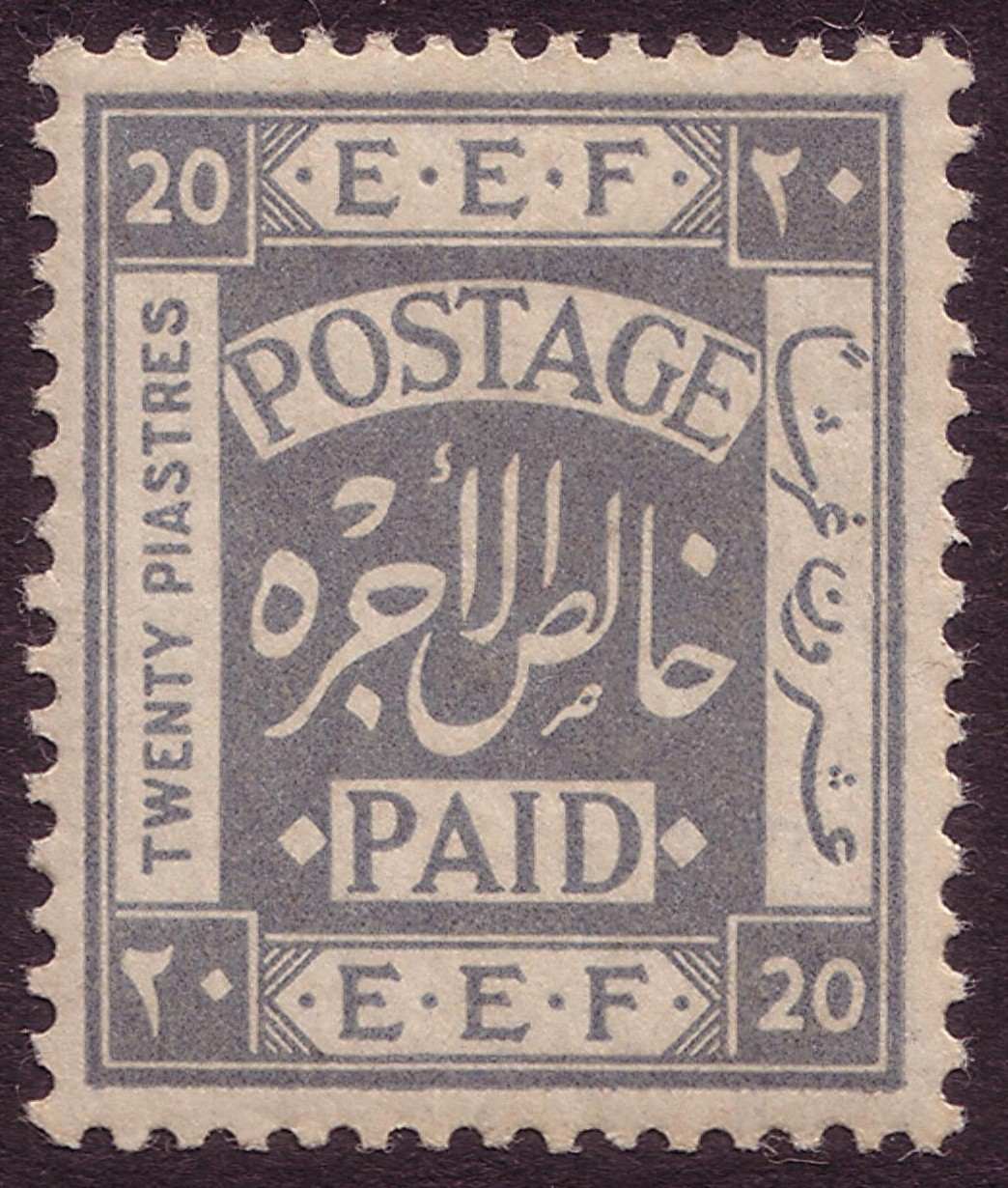
طابع غير مختوم لقوة التجريدة المصرية كان متوفرا في مكاتب بريد القوة في لبنان.

كان للنظام البريدي العثماني حوالي 200 مكتب بريد في المنطقة، وإلى جانب مكاتب البريد العثمانية كانت هناك مكاتب بريد أجنبية أقامتها بعض الدول الأوروبية صاحبة الامتياز وهي: بريطانيا العظمى النمسا ومصر وفرنسا وألمانيا وإيطاليا وروسيا.